# Canton de Saint-Jean-de-Bournay
Le canton de Saint-Jean-de-Bournay est une ancienne division administrative française, située dans le département de l'Isère en région Rhône-Alpes.

## Géographie
Ce canton était organisé autour de Saint-Jean-de-Bournay dans l'arrondissement de Vienne. Son altitude variait de 280 m pour Meyssiez à 640 m pour  Eclose, avec une moyenne de 410 m.

## Histoire
- De 1833 à 1848, les cantons de Beaurepaire et de Saint-Jean-de-Bournay avaient le même conseiller général. Le nombre de conseillers généraux était limité à 30 par département.
- Le canton est supprimé lors de la réforme territoriale de 2014, en vigueur à compter des élections départementales de 2015[1].

## Représentation

### Conseillers généraux de 1833 à 2015
| Période | Période      | Identité                    | Étiquette              | Qualité |
| ------- | ------------ | --------------------------- | ---------------------- | --- |
| 1833    | 1843 (décès) | Félix Villars               |                        | Avocat à Vienne puis conseiller à la Cour de Grenoble                                                                                      |
| 1844    | 1848         | Auguste Villars             |                        | Avocat à Vienne |
| 1848    | 1852         | Jean-Baptiste Couturier     |                        | Propriétaire à Vienne |
| 1852    | 1867         | Ange Peyrieux               | Droite                 | Propriétaire Maire de Saint-Jean-de-Bournay (1852-1870) Ancien conseiller municipal de Vienne (1848)                                       |
| 1867    | 1871         | Henri Picard                | Républicain            | Maire de Saint-Jean-de-Bournay |
| 1871    | 1880         | Ange Peyrieux               | Droite                 | Propriétaire Maire de Saint-Jean-de-Bournay (1852-1870 et 1871-?) Ancien conseiller municipal de Vienne (1848)                             |
| 1880    | 1889 (décès) | Henri Picard                | Républicain            | Maire de Saint-Jean-de-Bournay |
| 1889    | 1892         | Henri Viollet               | Républicain            | Ingénieur des Arts et Manufactures |
| 1892    | 1904         | Henri Picard                | Républicain modéré     | Maire de Saint-Jean-de-Bournay Plus jeune conseiller général de France en 1893                                                             |
| 1904    | 1919         | Albert Ginet                | Républicain socialiste | Maire de Beauvoir-de-Marc |
| 1919    | 1923 (décès) | Charles Pailliart           | RG                     | Médecin à Saint-Jean-de-Bournay |
| 1923    | 1940         | Marius Lacombe              | Rad.                   | Notaire, maire d'Artas |
|         |              |                             |                        | |
| 1945    | 1967         | Louis Montagnat (1894-1973) | Rad.                   | Minotier Maire de Saint-Jean-de-Bournay |
| 1967    | 1982 (décès) | Joannès Lacroix (1921-1982) | DVG                    | Négociant Maire de Saint-Jean-de-Bournay                                                                                                   |
| 1982    | 2015         | Georges Colombier           | UDF-PR puis UMP        | Salarié de l'industrie Maire de Meyrieu-les-Étangs (1973-2001) Député de l'Isère (1986-2012) Vice-président du Conseil général (1985-1998) |

### Conseillers d'arrondissement (de 1833 à 1940)
| Période                                  | Période      | Identité                          | Étiquette   | Qualité |
| ---------------------------------------- | ------------ | --------------------------------- | ----------- | --- |
| 1833                                     | 1845         | M. Muret                          |             | Médecin, conseiller municipal de Saint-Jean-de-Bournay                                                      |
| 1845                                     | 1848         | Eugène Casimir Pichat (1800-1901) |             | Notaire à Saint-Jean-de-Bournay                                                                             |
|                                          |              |                                   |             | |
| 1889                                     | 1901         | Aimé Belin                        | Républicain | Maire de Saint-Jean-de-Bournay                                                                              |
| 1901                                     | 1910 (décès) | Louis Charmel                     | Radical     | Propriétaire à Saint-Jean-de-Bournay, suppléant du juge de paix                                             |
|                                          |              |                                   |             | |
| 1937                                     | 1940         | M. Garbit                         | Rad.ind.    | |
| 1940                                     |              |                                   |             | Les conseils d'arrondissement ont été suspendus par la loi du 12 octobre 1940 et n'ont jamais été réactivés |
| Les données manquantes sont à compléter. |              |                                   |             | |

## Composition
Le canton de Saint-Jean-de-Bournay comprenait quinze communes.
| Nom                               | Code Insee | Intercommunalité                 | Superficie (km2) | Population (dernière pop. légale) | Densité (hab./km2) |
| --------------------------------- | ---------- | -------------------------------- | ---------------- | --------------------------------- | ------------------ |
| Saint-Jean-de-Bournay (chef-lieu) | 38399      | CC Bièvre Isère                  | 26,87            | 4 596 (2014)                      | 171                |
| Artas                             | 38015      | CC Bièvre Isère                  | 14,15            | 1 789 (2014)                      | 126                |
| Beauvoir-de-Marc                  | 38035      | CC Bièvre Isère                  | 11,27            | 1 124 (2014)                      | 100                |
| Châtonnay                         | 38094      | CC Bièvre Isère                  | 31,84            | 2 037 (2014)                      | 64                 |
| Culin                             | 38141      | CC Bièvre Isère                  | 7,32             | 714 (2014)                        | 98                 |
| Eclose                            | 38152      | CA Porte de l'Isère              | 10,29            | 1 320 (2013)                      | 128                |
| Lieudieu                          | 38211      | CC Bièvre Isère                  | 5,94             | 340 (2014)                        | 57                 |
| Meyrieu-les-Étangs                | 38231      | CC Bièvre Isère                  | 8,54             | 946 (2014)                        | 111                |
| Meyssiez                          | 38232      | CA Vienne Condrieu Agglomération | 13,88            | 610 (2013)                        | 44                 |
| Royas                             | 38346      | CC Bièvre Isère                  | 5,48             | 388 (2014)                        | 71                 |
| Saint-Agnin-sur-Bion              | 38351      | CC Bièvre Isère                  | 9,70             | 969 (2014)                        | 100                |
| Sainte-Anne-sur-Gervonde          | 38358      | CC Bièvre Isère                  | 7,67             | 628 (2014)                        | 82                 |
| Savas-Mépin                       | 38476      | CC Bièvre Isère                  | 10,43            | 849 (2014)                        | 81                 |
| Tramolé                           | 38512      | CC Bièvre Isère                  | 6,99             | 633 (2014)                        | 91                 |
| Villeneuve-de-Marc                | 38555      | CC Bièvre Isère                  | 26,18            | 1 140 (2014)                      | 44                 |

## Démographie
| 1962  | 1968  | 1975  | 1982   | 1990   | 1999   | 2006   | 2011   | 2012   |
| ----- | ----- | ----- | ------ | ------ | ------ | ------ | ------ | ------ |
| 8 979 | 8 909 | 9 102 | 11 245 | 12 127 | 13 449 | 15 519 | 16 560 | 16 851 |